# Carl McNulty
Carl Edwin McNulty (Logansport, 14 febbraio 1930 – Logansport, 14 gennaio 2020) è stato un cestista e allenatore di pallacanestro statunitense, professionista nella NBA.

## Carriera
Venne selezionato al Draft NBA 1952 dai Minneapolis Lakers. Disputò una partita nel 1954-55 con i Milwaukee Hawks, realizzando due punti. Dopo il ritiro allenò per 29 anni a livello di high school.